# Aaliyah
Aaliyah Dana Haughton ( /ɑ:ˈliːə/; Nueva York, 16 de enero de 1979-Marsh Harbour, Islas Ábaco, 25 de agosto de 2001), conocida como Aaliyah, fue una cantante y actriz estadounidense. Se le atribuye haber ayudado a redefinir el R&B contemporáneo, el pop y el hip hop, contribuciones musicales por las cuales se le otorgaron los apodos de la «Princesa del R&B» y la «Reina del pop urbano».
Nacida en Brooklyn pero criada en Detroit, obtuvo reconocimiento por primera vez a los 10 años de edad, cuando apareció en el programa de televisión Star Search y realizó un concierto junto a Gladys Knight. A los 12 años, Aaliyah firmó con Jive Records y Blackground Records, propiedad de su tío Barry Hankerson. Hankerson le presentó a R. Kelly, quien se convirtió en su mentor, así como en el principal compositor y productor de su álbum debut, Age Ain't Nothing but a Number. El álbum vendió tres millones de copias en los Estados Unidos y fue certificado doble platino por la Recording Industry Association of America (RIAA). Después de las acusaciones de un matrimonio ilegal con Kelly, Aaliyah terminó su contrato con Jive y firmó con Atlantic Records.
Aaliyah trabajó con los productores discográficos Timbaland y Missy Elliott para su segundo álbum, One in a Million, que vendió tres millones de copias en los Estados Unidos y más de ocho millones de copias en todo el mundo. En el 2000, Aaliyah apareció en su primera película, Romeo Must Die. Contribuyó a la banda sonora de la película, grabando el sencillo «Try Again». Esta canción encabezó el Billboard Hot 100 únicamente en airplay, convirtiendo a Aaliyah en la primera artista en la historia de Billboard en lograr este objetivo. Después de completar Romeo Must Die, Aaliyah filmó otro papel en la cinta Queen of the Damned, y lanzó, en 2001, su tercer y último álbum de estudio homónimo, que encabezó el Billboard 200.
El 25 de agosto de 2001, Aaliyah falleció a los 22 años de edad en un accidente de aviación en las Bahamas, cuando el avión sobrecargado en el que viajaba se estrelló poco después del despegue, matando a los nueve pasajeros a bordo. La cantante había viajado a ese lugar para grabar el video musical de su canción «Rock the Boat», el cual logró completar. Más tarde se descubrió que el piloto tenía rastros de cocaína y alcohol en su cuerpo, y no estaba calificado para volar el avión designado para el vuelo. Debido a esto, la familia de Aaliyah presentó una demanda por homicidio culposo contra el operador de la aeronave, Blackhawk International Airways, que se resolvió fuera de los tribunales. En las décadas posteriores a su muerte, la música de Aaliyah ha seguido alcanzando el éxito comercial, con la ayuda de varios lanzamientos póstumos. Ha vendido 8,1 millones de álbumes en los Estados Unidos y entre 24 y 32 millones de álbumes en todo el mundo. Billboard la cataloga como la décima artista femenina de R&B más exitosa de los últimos 25 años y la número 27 más exitosa de la historia. Sus premios como artista incluyen tres American Music Awards y dos MTV Video Music Awards, junto con cinco nominaciones a los Premios Grammy.

## Biografía y carrera

### 1979-1990: primeros años e inicios
Aaliyah Dana Haughton nació el 16 de enero de 1979 en Brooklyn, Nueva York, la hija menor de Diana y Michael «Miguel» Haughton, un trabajador del almacén. Era de ascendencia afroamericana. Su nombre es la forma femenina del árabe «Ali», que significa «el más alto, el más exaltado, el mejor». A Aliyah le gustaba su nombre, lo llamaba «hermoso» y decía que estaba "muy orgullosa de ella" y se esforzó por estar a la altura de su nombre todos los días. La madre de Aaliyah la inscribió en lecciones de canto a una edad temprana. Comenzó a actuar en bodas, coros de iglesias y eventos de caridad. Cuando Aaliyah tenía cinco años, su familia se mudó a Detroit, Míchigan, donde se crio junto con su hermano mayor, Rashad. Asistió a una escuela católica, Gesu Elementary, donde en primer grado participó en la obra de teatro Annie, que la inspiró a convertirse en animadora. En Detroit, su padre comenzó a trabajar en el negocio de almacenes, uno de los intereses cada vez mayores de su cuñado Barry Hankerson. Su madre se quedó en casa y crio a Aaliyah y a su hermano.
La madre de Aaliyah era vocalista y su tío Hankerson era un abogado de espectáculos que había estado casado con Gladys Knight. Cuando era niña, Aaliyah viajó con Knight y trabajó con un agente en Nueva York para audicionar para comerciales y programas de televisión, incluidos Family Matters; apareció en Star Search a los diez años. Aaliyah eligió comenzar la audición. Su madre tomó la decisión de quitarle el apellido. Hizo audiciones para varios sellos discográficos y a los 11 años apareció en conciertos junto a Knight. Tuvo varios animales de compañía durante su infancia, incluidos patos, serpientes e iguanas. Su primo Jomo tenía un caimán como mascota, lo que Aaliyah sintió que era demasiado y comentó: «Eso era algo que no iba a acariciar».
Cuando era niña, Aaliyah asistía a las escuelas de Detroit y creía que la querían mucho, pero se burlaban de ella por su baja estatura. Recordó haberse recuperado antes de los 15 años y llegó a amar su altura. Su madre le dijo que se alegrara de ser pequeña y la felicitó. A otros niños no les gustaba Aaliyah, pero ella no se centró en ellos. «Siempre tienes que tratar con personas celosas, pero había tan pocas que ni siquiera importaba. La mayoría de los niños me apoyaron, lo cual fue maravilloso. Cuando se trata de tratar con personas negativas, simplemente lo dejo pasar por una oreja y por la otra. Esas personas eran invisibles para mí. Incluso en su vida adulta, se consideraba pequeña. Ella había «aprendido a aceptarse y amarse» a sí misma y agregó: «lo más importante es tener un buen concepto de uno mismo porque si no lo hace, nadie más lo hará».
Durante su audición para ser aceptada en la Escuela Secundaria de Bellas Artes y Artes Escénicas de Detroit, Aaliyah cantó la canción «Ave María» en su totalidad en italiano. Aaliyah, quien mantuvo un promedio de calificaciones perfecto de 4.0 cuando se graduó de la escuela secundaria, sintió que la educación era importante. Consideró adecuado mantener sus calificaciones altas a pesar de las presiones y las limitaciones de tiempo que se le presentaron durante las primeras etapas de su carrera. Se llamaba a sí misma perfeccionista y recordaba haber sido siempre una buena estudiante. Aaliyah reflexionó: «Siempre quise mantener eso, incluso en la escuela secundaria cuando comencé a viajar. Quería mantener ese 4.0. Al estar en la industria, ya sabes, no quiero que los niños piensen: 'Puedo canta y olvídate de la escuela.' Creo que es muy importante tener una educación, y aún más importante tener algo a lo que recurrir». Ella hizo esto en su propia vida, ya que planeaba «recurrir a» otra parte de la industria del entretenimiento. Creía que podía enseñar historia de la música o abrir su propia escuela para enseñar eso o teatro si no se ganaba la vida como artista discográfica porque, como razonó, «cuando eliges una carrera, tiene que ser algo que ames».

### 1991-1995:Age Ain't Nothing but a Number
Después de que Hankerson firmó un contrato de distribución con Jive Records, contrató a Aaliyah para su sello Blackground Records a la edad de 12 años. Más tarde, Hankerson le presentó al artista de grabación y productor R. Kelly, quien se convirtió en el mentor de Aaliyah, así como en el principal compositor y productor de su primer álbum, grabado cuando tenía 14 años. El álbum debut de Aaliyah, Age Ain't Nothing but a Number, fue lanzado bajo su monónimo «Aaliyah», por Jive y Blackground Records el 24 de mayo de 1994; debutó en el número 24 en la lista Billboard 200, vendiendo 38.000 copias en su primera semana. Alcanzó el puesto 18 en el Billboard 200 y fue certificado dos veces platino por la RIAA. Hasta la fecha, el álbum ha vendido más de 3 millones de copias en los Estados Unidos. En Canadá, el álbum fue certificado oro por Music Canada por 50.000 copias en envíos. En 2014, la revista Vibe estimó que el álbum había vendido seis millones de copias en todo el mundo.
Tras su lanzamiento, Age Ain't Nothing But a Number recibió críticas generalmente favorables de los críticos musicales. Algunos escritores señalaron que la «voz sedosa» y la «voz sensual» de Aaliyah combinadas con el new jack swing de Kelly ayudaron a definir el R&B en la década de 1990. Su sonido también fue comparado con el del cuarteto femenino En Vogue. Christopher John Farley, de la revista Time, calificó el álbum como un «trabajo maravillosamente moderado», y señaló que la «voz entrecortada y juvenil de Aaliyah cabalgaba tranquilamente sobre los ritmos ásperos de R. Kelly». Stephen Thomas Erlewine de AllMusic sintió que el álbum tenía su «parte de relleno», pero describió los sencillos como «astutamente seductores». También escribió que las canciones del álbum eran «frecuentemente mejores» que las del segundo álbum de estudio de Kelly, 12 Play. El sencillo «At Your Best (You Are Love)» fue criticado por Billboard por estar fuera de lugar en el álbum y por su duración.
El sencillo debut de Aaliyah, «Back & Forth», alcanzó el puesto número 5 en el Hot 100 y encabezó la lista Hot R&B/Hip-Hop Songs durante tres semanas. Se registraron dos sencillos más: una versión de «At Your Best (You Are Love)» de los Isley Brothers, alcanzó el puesto número 6 en el Billboard Hot 100, y la canción que da título al álbum, «Age Ain't Nothing but a Number», alcanzó su punto máximo en el número 75. Además, lanzó «The Thing I Like» como parte de la banda sonora de la película de 1994 A Low Down Dirty Shame.

### 1996-2000:One in a MillionyRomeo Must Die
En 1996, Aaliyah dejó Jive Records y firmó con Atlantic Records. Trabajó con los productores discográficos Timbaland y Missy Elliott, quienes contribuyeron a su segundo álbum de estudio, One in a Million. Elliott recordó que Timbaland y ella misma estaban nervioso por trabajar con Aaliyah, ya que Aaliyah ya había lanzado su exitoso álbum debut mientras que Elliott y Timbaland apenas comenzaban. Elliott también temía que sería una diva, pero reflexionó que Aaliyah «entró y fue muy cálida; nos hizo sentir inmediatamente como de la familia». El álbum produjo el sencillo principal «If Your Girl Only Knew», que alcanzó su punto máximo en número 11 en el Billboard Hot 100 y encabezó el Billboard Hot R&B/Hip-Hop Songs durante dos semanas. También generó los sencillos «Hot Like Fire» y «4 Page Letter». One in a Million alcanzó el puesto 18 en el Billboard 200, y fue certificado doble platino por la RIAA el 16 de junio de 1997, lo que denota envíos de dos millones de copias. El álbum vendió 3 millones de copias en los Estados Unidos y más de ocho millones de copias en todo el mundo. El año después del lanzamiento de su álbum, Aaliyah apareció en el sencillo debut de Timbaland & Magoo, «Up Jumps da Boogie».
En 1997, Aaliyah se graduó con un GPA de 4.0 de la Escuela Secundaria de Bellas Artes y Artes Escénicas de Detroit, donde se especializó en teatro. El mismo año, comenzó su carrera como actriz, interpretándose a sí misma en la serie de televisión de drama policial New York Undercover. Durante este tiempo, Aaliyah participó en el Children's Benefit Concert, un concierto benéfico en el Beacon Theatre de Nueva York. También se convirtió en la portavoz de Tommy Hilfiger Corporation. Durante su campaña con Tommy Hilfiger, la empresa vendió más de 2400 pares de los pantalones vaqueros holgados rojos, blancos y azules que usaba en sus anuncios. En diciembre de 1997, interpretó el villancico «What Child is This?» en el especial de televisión anual Christmas in Washington. También contribuyó al álbum de la banda sonora de la película animada Anastasia, interpretando una versión de «Journey to the Past» que le valió a los compositores Lynn Ahrens y Stephen Flaherty una nominación al Óscar a la mejor canción original. Aaliyah interpretó la canción en la ceremonia de los Premios Óscar de 1998, convirtiéndose en la cantante más joven en actuar en el evento. También en 1998, lanzó la canción «Are You That Somebody?» que apareció en la banda sonora de Dr. Dolittle. La canción alcanzó el puesto 21 en el Billboard Hot 100 y le valió a Aaliyah su primera nominación al premio Grammy.
En 1999, Aaliyah consiguió su primer papel actoral en la pantalla grande en Romeo Must Die. Actuó junto al artista marcial Jet Li, interpretando a una pareja que se enamora en medio de sus familias en guerra. Estrenada el 24 de marzo de 2000, la película recaudó 18,6 millones de dólares estadounidenses en su primer fin de semana, ocupando el segundo lugar en taquilla. Aaliyah deliberadamente se mantuvo alejada de las reseñas de la película para «facilitar las cosas» para ella misma, pero escuchó que «la gente podía entrar en mí, que es lo que yo quería». Por el contrario, algunos críticos sintieron que no había química entre ella y Jet Li, además de ver la película como demasiado simplista. Esto fue repetido por Elvis Mitchell de The New York Times, quien escribió que si bien Aaliyah era «natural» y la película fue concebida como un centro de atención tanto para ella como para Li, «tienen tan poca química juntos que uno pensaría que son apagar un fuego en lugar de lanzar chispas.

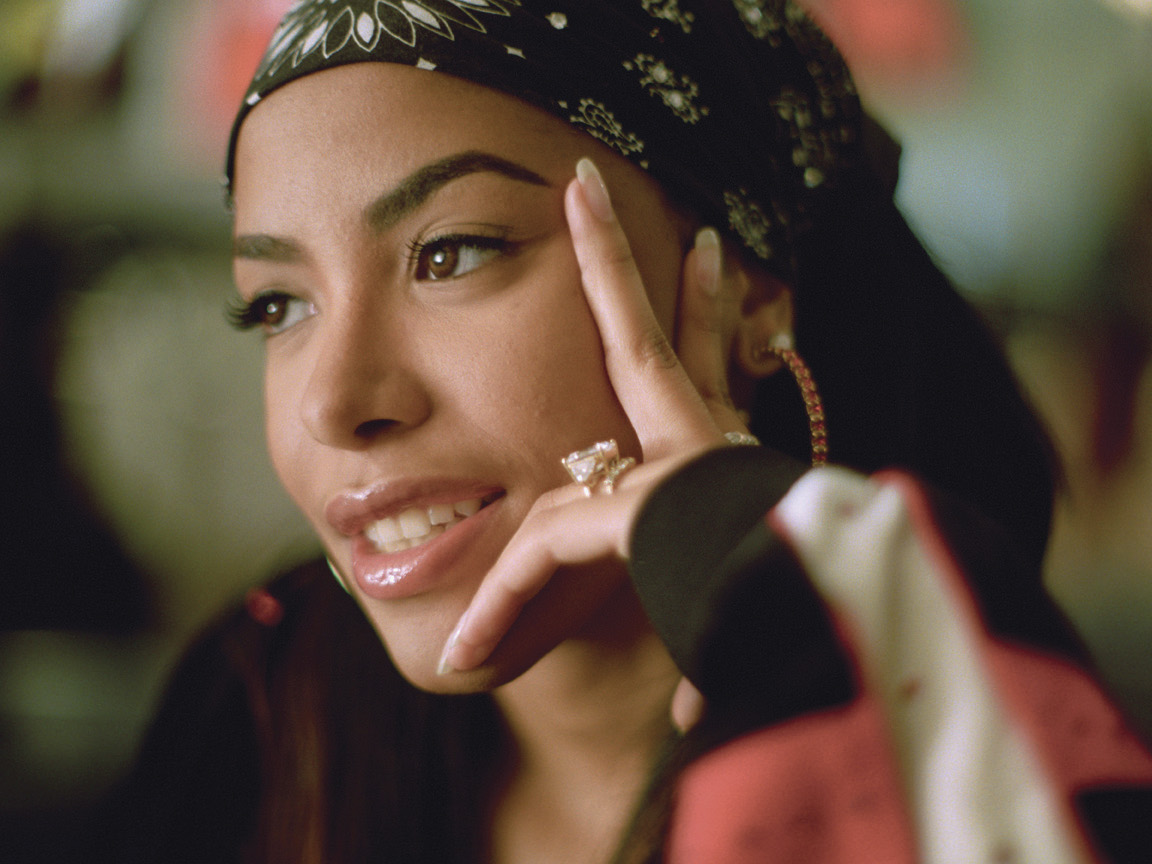
Aaliyah en 2000.

Además de actuar, Aaliyah se desempeñó como productora ejecutiva de la banda sonora de la película, para la cual contribuyó con cuatro canciones.. «Try Again» fue lanzado como sencillo de la banda sonora; la canción encabezó el Billboard Hot 100, convirtiendo a Aaliyah en la primera artista en encabezar la lista basándose únicamente en la reproducción al aire; esto llevó a que la canción se lanzara en un vinilo de 12 pulgadas y en un sencillo de 7 pulgadas. El video musical ganó los premios Mejor video femenino y Mejor video de una película en los MTV Video Music Awards de 2000. También le valió una nominación al Premio Grammy a la mejor vocalista femenina de R&B. La banda sonora vendió 1,5 millones de copias en los Estados Unidos.

### 2001:AaliyahyQueen of the Damned
Después de completar Romeo Must Die, Aaliyah comenzó a trabajar en su segunda película, Queen of the Damned. Interpretó el papel de una antigua vampira, la reina Akasha, a la que describió como un «ser manipulador, loco y sexual». La filmación de Romeo Must Die y Queen of the Damned retrasó el lanzamiento del álbum. Aaliyah no tenía la intención de que sus álbumes tuvieran tanta diferencia entre ellos. «Quería tomarme un descanso después de One in a Million para simplemente relajarme, pensar en cómo quería abordar el próximo álbum. Luego, cuando estaba listo para comenzar de nuevo, sucedió «Romeo», así que tuve que tomar otro descanso y hacer esa película y luego hacer la banda sonora, luego promocionarla. El descanso se convirtió en un descanso más largo de lo que esperaba». Aaliyah disfrutó equilibrando sus carreras de cantante y actriz. Aunque llamó a la música una «primera vez» para ella, también había estado actuando desde que era joven y quería comenzar a actuar «en algún momento de su carrera», pero «quería que fuera el momento adecuado y el vehículo correcto» y sintió que Romeo Must Die «era eso». Connie Johnson de Los Angeles Times argumentó que el hecho de que Aaliyah tuviera que concentrarse en su carrera cinematográfica pudo haber causado que no le diera al álbum «la atención que merecía».
Durante las etapas de grabación del álbum, el publicista de Aaliyah reveló que la fecha de lanzamiento del álbum era probablemente en octubre de 2000. Finalmente, terminó de grabar el álbum en marzo de 2001; después de un año de grabación de pistas que comenzó en marzo del año anterior. Finalmente, Aaliyah fue lanzado cinco años después de One in a Million el 17 de julio de 2001, y debutó en el número dos en el Billboard 200, vendiendo 187,000 copias en su primera semana. El primer sencillo del álbum, «We Need a Resolution», alcanzó el puesto 59 en el Billboard Hot 100. La semana después de la muerte de Aaliyah, su tercer álbum subió del número 19 al número uno en el Billboard 200. «Rock the Boat» fue lanzado como sencillo póstumo. El video musical se estrenó en Access Granted de BET y se convirtió en el episodio más visto y mejor calificado en la historia del programa. La canción alcanzó el puesto 14 en el Billboard Hot 100. Los carteles promocionales de Aaliyah que se habían colocado en las principales ciudades, como Nueva York y Los Ángeles, se convirtieron en monumentos improvisados para los fanáticos en duelo. En febrero de 2002, el álbum fue certificado doble platino por la RIAA.
«More than a Woman» y «I Care 4 U» fueron lanzados como sencillos póstumos y alcanzaron su punto máximo entre los 25 primeros del Billboard Hot 100. «More than a Woman» alcanzó el número uno en la lista de sencillos del Reino Unido, lo que convirtió a Aaliyah en la primera artista fallecida en alcanzar el número uno en la lista de sencillos del Reino Unido. «More than a Woman» fue reemplazada por «My Sweet Lord» de George Harrison, que es la única vez en la historia de la lista de sencillos del Reino Unido en la que un artista muerto ha reemplazado a otro artista muerto en el número uno.
Aaliyah firmó para aparecer en varias películas futuras, incluida una película romántica titulada Some Kind of Blue, y una nueva versión producida por Whitney Houston de la película Sparkle de 1976. Houston recordó que Aaliyah estaba «tan entusiasmada» con la película; el proyecto fue archivado después de su muerte. Antes de su muerte, Aaliyah filmó algunas escenas para las secuelas de The Matrix como el personaje de Zee. Se filmó una parte de su papel en The Matrix Reloaded; estas escenas no utilizadas se incluyeron en la sección de tributos de la serie Matrix Ultimate Collection series.

## Arte
Aaliyah tenía el rango vocal de una soprano, y con el lanzamiento de su álbum debut Age Ain't Nothing but a Number, el escritor Dimitri Ehrlich de Entertainment Weekly comparó su estilo y sonido con el grupo de R&B En Vogue. Ehrlich también expresó que las «voces sedosas de Aaliyah son más ágiles que las de la autoproclamada reina del hip-hop soul Mary J. Blige». En su reseña del segundo álbum de estudio de Aaliyah One in a Million la crítica musical Dream Hampton de la revistaVibe dijo que la voz «deliciosamente felina» de Aaliyah tiene el mismo «atractivo pop» que la de Janet Jackson. Según Rolling Stone, «lo más destacable de la voz de Aaliyah, además de su flexibilidad y su nítida gama, era su aplomo casi sobrenatural: siempre parecía mantener su poder en reserva, para conocer todos los aspectos de los escenarios que describía». En 2001, Aaliyah llamó a su sonido «callejero pero dulce», combinando voces femeninas con una pista de ritmo urbano arenoso. En otra entrevista, habló sobre su arte y dijo: «Me encanta fusionar otros tipos de música con la mía». Exploró una amplia gama de géneros como R&B, pop, hip hop, funk, soul, y dance pop.
Hablando de su contenido lírico en The New Rolling Stone Album Guide (2004), Keith Harris dijo: «En lo que respecta a la disponibilidad sexual, ella estaba entre En Vogue burlándose maliciosamente de 'Nunca lo vas a conseguir' y Tweet inexpresivamente arrullando 'Ups, ahí va mi camiseta'». Aaliyah no solía escribir sus propias letras. La única vez que participó en la escritura fue en la canción «Death of a Playa» del sencillo «Hot Like Fire» (1997). Ella coescribió esa canción con su hermano Rashad Haughton y «refleja la perspectiva oscura de Aaliyah sobre el romance». Sobre su papel en la elaboración de su música, Aaliyah dijo: «Me gusta tener la última palabra, pero fui entrenada como cantante, actriz y bailarina, la intérprete, dando vida a las palabras de otras personas. Necesito que las canciones me reflejen en una sola manera u otra». Después de su álbum debut producido por R. Kelly, Aaliyah trabajó con Timbaland y Missy Elliott, cuyas producciones eran más electrónicas. El dúo «mezcló ritmos entrecortados y nerviosos sobre bucles de pistas de acompañamiento generadas por computadora e incorporó armonías que, dentro de los horizontes limitados del género, parecían atrevidos».
Se ha dicho que las canciones de Aaliyah tienen una «producción nítida» y «arreglos entrecortados» que «extienden los límites del género» al tiempo que contienen música soul de la «vieja escuela». Kelefah Sanneh de The New York Times la llamó «una diva digital que tejió un hechizo con unos y ceros», y escribe que sus canciones comprendían «riffs vocales simples, repetidos y refractados para hacer eco de los bucles manipulados que crean el ritmo digital», como Timbaland. «Los ritmos programados por computadora encajaban perfectamente con su voz fresca y entrecortada para crear un nuevo tipo de música electrónica». Lanzó «sencillos musicalmente arriesgados en un mercado pop notoriamente voluble», sin estar «preocupada por ajustarse a los estereotipos del mercado». Sus canciones «recorren con gracia una línea entre la comercialidad y la experimentación». Al revisar su álbum, la publicación británica NME sintió que el tercer álbum «radical» de Aaliyah estaba «destinada a consolidar su posición como la artista más experimental de R&B de Estados Unidos».
A medida que avanzaban sus álbumes, los escritores sintieron que Aaliyah maduró, llamando a su progreso una «declaración de fuerza e independencia casi perfecta». ABC News señaló que su música estaba «evolucionando del hip hop y el R&B con influencia pop a un sonido más maduro e introspectivo», en su tercer álbum. Stephen Thomas Erlewine de AllMusic describió su álbum Aaliyah como «una declaración de madurez y un impresionante salto artístico hacia adelante», y lo calificó como uno de los discos de soul urbano más fuertes de su tiempo. Retrató «sonidos, estilos y emociones desconocidos», pero logró complacer a los críticos con el sonido contemporáneo que contenía. Ernest Hardy de Rolling Stone sintió que Aaliyah estaba mostrando una técnica más fuerte, dando sus mejores interpretaciones vocales. En conjunto, la música de Aaliyah puede describirse como R&B alternativo, soul progresivo y neo soul, según Time's Farley.

### Influencias
Como artista, Aaliyah dijo que se inspiró en varios artistas. Estos incluyen a Michael Jackson, Stevie Wonder, Sade, Trent Reznor de Nine Inch Nails, Korn, Donnie Hathaway, Johnny Mathis, Janet Jackson, Whitney Houston y Barbra Streisand. Aaliyah dijo que Thriller de Michael Jackson era su «álbum favorito» y que «nada superará jamás a Thriller». Ella dijo que siempre había querido trabajar con Janet Jackson, con quien a menudo la habían comparado, diciendo: «La admiro mucho. Ella es una artista total [...] Me encantaría hacer un dueto con Janet Jackson». Jackson correspondió al afecto de Aaliyah, diciendo: «La he amado desde el principio porque siempre sale y hace algo diferente, musicalmente». Jackson también dijo que le habría gustado colaborar con Aaliyah.

### Videos musicales
Según el director Paul Hunter desde el primer día, «Aaliyah quería que sus videos se destacaran de los clips de otros cantantes de R&B». Afirmó: «Puedes ver la programación todo el día y ver cierto tipo de video de artistas femeninas. Luego, cuando aparece uno de ellos, es algo especial, algo diferente para mirar. De eso se trataba». Christopher John Farley de Time declaró que los «videos de Aaliyah, en su mayor parte, tratan sobre el estado de ánimo, no sobre historias [...] Sus videos generalmente están filmados de manera exuberante e infundidos con tensión sexual, aunque no de manera abierta y obvia».

### Imagen
Aaliyah se centró en su imagen pública mientras protegía su vida privada. USA Today dijo: «Su estilo vocal furtivo y sus videos alucinantes la convirtieron en una estrella cruzada, mientras que su persistente protección de su privacidad agregó un aire de intriga sobre ella». A menudo vestía ropa holgada y gafas de sol, afirmando que quería ser ella misma. Aaliyah también vestía ropa negra, iniciando una tendencia de moda similar entre las mujeres en Estados Unidos y Japón. Sintió que era «importante [...] diferenciarse del resto de la manada».
Cuando cambió su peinado, Aaliyah siguió el consejo de su madre y se cubrió el ojo izquierdo, al igual que Veronica Lake. La mirada se ha hecho conocida como su firma y se la conoce como una fusión de «honestidad emocional desconcertante» y «un sentido de mística». En 1998, contrató a un entrenador personal para mantenerse en forma, hacía ejercicio cinco días a la semana y comía alimentos dietéticos. Aaliyah fue elogiada por su «imagen limpia» y «valores morales». Robert Christgau de The Village Voice escribió sobre el arte y la imagen de Aaliyah: «Era ágil y dulce de una manera que no significaba ni jailbait ni bombón, una ingenua cuyo punto de venta era la sinceridad, no la inocencia y el anverso que implica».

## Vida personal

### Familia
La familia de Aaliyah desempeñó un papel importante en el transcurso de su carrera. A partir de 1995, el padre de Aaliyah, Michael Haughton, se desempeñó como su gerente personal y su madre lo ayudó. El hermano de Aaliyah, Rashad Haughton, y su primo Jomo Hankerson estaban con ella cuando trabajaba. Después de que su padre se enfermó, su hermano Rashad se convirtió en su gerente.
Se sabía que Aaliyah solía estar acompañada por miembros de su familia. Su hermano Rashad declaró que la filmación de «Rock the Boat» fue la única vez que su familia no estuvo presente durante la filmación de un video. En octubre de 2001, Rashad dijo: «Realmente sorprende a todos [eso] desde el primer día, cada video que filmó siempre había sido yo, mi madre o mi padre allí. Las circunstancias que rodearon este último video fueron realmente extrañas porque mi madre había cirugía ocular y no podía volar. Eso realmente la molestaba porque siempre viajaba. Mi papá tenía que cuidar a mi mamá en ese momento. Y fui a Australia a visitar a algunos amigos. Realmente no podíamos entender por qué no estábamos allí. Te preguntas a ti mismo que tal vez podríamos haberlo detenido. Pero realmente no puedes responder la pregunta. Siempre habrá esa pregunta de por qué». Su amiga Kidada Jones dijo en el último año de la vida de Aaliyah, su sus padres le habían dado más libertad y ella había hablado de querer una familia.

### Matrimonio ilegal
Con el lanzamiento de Age Ain't Nothing but a Number, circularon rumores sobre una relación entre Aaliyah y R. Kelly, incluida la acusación de que se habían casado en secreto sin el conocimiento de sus padres. La revista Vibe reveló más tarde un certificado de matrimonio que enumeraba a la pareja casada el 31 de agosto de 1994 en el Sheraton Gateway Suites en Rosemont, Illinois. Aaliyah, que tenía 15 años en ese momento, figuraba como 18 en el certificado; R. Kelly tenía 27 años. El matrimonio fue anulado por sus padres en febrero de 1995, pero la pareja negó las acusaciones y dijo que ninguno de los dos estaba casado y que el certificado era falso.
Según los informes, Aaliyah desarrolló una relación íntima con Kelly durante la grabación de su álbum debut. Le dijo a la revista Vibe en 1994 que ella y Kelly «iban a ver una película» y «comían» cuando se cansaba y luego «volvían a trabajar». Describió la relación entre ella y Kelly como «bastante cercana». En diciembre de 1994, Aaliyah le dijo al Chicago Sun-Times que cada vez que le preguntaban si estaba casada con Kelly, les pedía que no creyeran «todo ese lío», y que ella y Kelly eran «cercanos» y que «la gente se lo tomó a mal».
Jamie Foster Brown en la edición de 1994 de Sister 2 Sister escribió que «R. Kelly me dijo que él y Aaliyah se juntaron, y fue simplemente mágico». Brown también informó haber escuchado sobre una relación sexual entre ellos. «Escuché sobre Robert y Aaliyah durante un tiempo, que ella estaba embarazada. O que entraba y salía de su casa. La gente la veía paseando a su perro, 12 Play, con su gorra de baloncesto y gafas de sol. Cada vez que le preguntaba a la etiqueta, decían que era platónico. Pero seguía escuchando quejas de la gente acerca de que ella estaba en el estudio con todos esos hombres». Brown agregó más tarde «a los 15 años, tienes todas esas hormonas y no tienes cerebro».
En su libro de 2011 The Man Behind the Man: Looking from the Inside Out, Demetrius Smith Sr., ex mánager de giras de Kelly, reveló que Kelly se casó con Aaliyah después de que ella le dijera que estaba embarazada. En el documental de 2019 Surviving R. Kelly, Smith describió cómo ayudó a Aaliyah a falsificar los documentos necesarios para demostrar que tenía 18 años para casarse con Kelly. Smith también dijo que «no estaba orgulloso» de su papel en la facilitación de su matrimonio. Además, el documental reveló que Jovante Cunningham, un ex bailarín de respaldo, afirmó haber visto a Kelly teniendo sexo con Aaliyah en su autobús de gira.
Aaliyah admitió en documentos judiciales que había mentido sobre su edad. En mayo de 1997, presentó una demanda en el condado de Cook para que se eliminaran todos los registros del matrimonio porque, según la ley estatal, no tenía la edad suficiente para casarse sin el consentimiento de sus padres. Se informó que ella cortó todos los lazos profesionales y personales con Kelly después de que se anuló el matrimonio y dejó de tener contacto con él. En una entrevista de 2014, el primo de Aaliyah, Jomo Hankerson, dijo que «se convirtió en villana» por su relación con Kelly y que el escándalo por el matrimonio dificultó la búsqueda de productores para su segundo álbum. «Veníamos de un álbum debut multiplatino y, excepto por un par de relaciones con Jermaine Dupri y Puffy, fue difícil para nosotros conseguir productores para el álbum». Hankerson también expresó confusión sobre por qué «estaban molestos» con Aaliyah dada su edad en ese momento.
Se sabía que Aaliyah evitaba responder preguntas sobre Kelly después de la separación profesional. Durante una entrevista con Christopher John Farley, se le preguntó si todavía estaba en contacto con él y si volvería a trabajar con él. Farley dijo que Aaliyah respondió con un «no» firme y frío a ambas preguntas. La revista Vibe dijo que Aaliyah cambiaba de tema cada vez que «usted menciona el matrimonio con ella». Una portavoz de Aaliyah dijo en 2000 que cuando «aparece R. Kelly, ella ni siquiera pronuncia su nombre y nadie puede preguntar nada al respecto». Kelly dijo más tarde que Aaliyah tuvo la oportunidad de abordar su relación después de que se separaron profesionalmente pero optaron por no hacerlo. En 2019, Damon Dash reveló a Hip Hop Motivation que Aaliyah ni siquiera habló de su relación con Kelly en privado; él intentó discutirlo varias veces con ella, pero ella solo decía que Kelly era un «hombre malo». Dash dijo que no pudo ver Surviving R. Kelly porque sus entrevistas con chicas visiblemente traumatizadas que luchaban por hablar sobre sus encuentros con Kelly le recordaron cómo se comportó Aaliyah cuando trataba de contar su relación con Kelly. Dash apareció más tarde en Surviving R. Kelly, Part II en 2020.
Se hicieron otras denuncias sobre Kelly con respecto a niñas menores de edad en los años posteriores a la muerte de Aaliyah, y su matrimonio se utilizó como ejemplo de su relación con ellas. Se ha negado a hablar sobre su relación con ella, citando su muerte. «Por respeto a ella, a su mamá y a su papá, no hablaré de Aaliyah. Esa fue una situación completamente diferente, un momento completamente diferente, fue una cosa completamente diferente, y estoy seguro de que la gente también lo sabe». En 2016, Kelly dijo que estaba tan enamorado de Aaliyah como de «cualquier otra persona». La madre de Aaliyah, Diane Haughton, reflexionó que todo «lo que salió mal en su vida» comenzó con su relación con Kelly.
Después de que se emitió el documental Surviving R. Kelly en enero de 2019, la presión del público que usaba el hashtag Mute R. Kelly se intensificó y RCA Records sacó a Kelly del sello. En febrero de 2019, Kelly fue acusado formalmente de diez cargos de abuso sexual criminal agravado. En julio de 2019, fue arrestado por cargos federales de delitos sexuales, trata de personas, pornografía infantil, extorsión y obstrucción de la justicia. Cuando comenzó su juicio en agosto de 2021, Kelly enfrentaba 22 cargos penales federales que involucraban presuntamente abusar de 11 niñas y mujeres entre 1994 y 2018. El matrimonio ilegal de Aaliyah con Kelly fue muy destacado en el caso judicial. El 27 de septiembre de 2021, un jurado de un tribunal federal encontró a Kelly culpable de nueve cargos, incluidos crimen organizado, explotación sexual de un niño, secuestro, soborno, tráfico sexual y violación de la Ley Mann. El juez ordenó que Kelly permanezca bajo custodia hasta que se dicte sentencia, la cual fue fijada para el 4 de mayo de 2022. El 29 de junio de 2022, Kelly fue sentenciado a 30 años de cárcel.

### Relación con Damon Dash
Aaliyah estaba saliendo con el cofundador de Roc-A-Fella Records, Damon Dash, en el momento de su muerte. Aunque no estaban formalmente comprometidos, Dash afirmó que la pareja había planeado casarse en entrevistas realizadas después de la muerte de Aaliyah. En el verano de 2000, su contador le presentó a Aaliyah a Dash y entablaron una amistad. Aaliyah nunca se refirió públicamente a su relación como algo más que platónico. Debido a sus agitados horarios de trabajo, Aaliyah y Dash estuvieron separados por largos períodos de tiempo. Jay-Z mencionó a Aaliyah y Dash en el remix de su canción «Miss You«, lanzada en 2003. En agosto de 2021, Dash le dijo a Kevin Frazier de Entertainment Tonight: «Estaba reflexionando [que] no ha habido un día desde que falleció, ni uno en los 20 años, que no haya escuchado su nombre, escuchado su registro, o he visto una foto de ella [...] Todos los días ella está presente en mi vida y me siento afortunado por eso».

## Muerte
El 25 de agosto de 2001, a las 18:50 horas. (EDT), Aaliyah y algunos empleados de su compañía discográfica abordaron una avioneta bimotor Cessna 402 en el aeropuerto Marsh Harbour en las Islas Ábaco, Bahamas, para viajar al aeropuerto Opa-Locka en Florida después de terminar de filmar el video de «Rock the Boat». Tenían un vuelo programado para el día siguiente, pero como la filmación terminaba temprano, Aaliyah y su séquito estaban ansiosos por regresar a los Estados Unidos y decidieron irse de inmediato. El avión designado era más pequeño que el Cessna 404 en el que habían llegado originalmente, pero todo el grupo y todo el equipo se acomodaron a bordo. El avión se estrelló y se incendió poco después del despegue, a unos 60 m (200 pies) del final de la pista.
Aaliyah y los otros ocho a bordo: el piloto Luis Morales III, el peluquero Eric Forman, Anthony Dodd, el guardia de seguridad Scott Gallin, el amigo de la familia Keith Wallace, el maquillador Christopher Maldonado y los empleados de Blackground Records, Douglas Kratz y Gina Smith, murieron en el accidente.
Los pasajeros se impacientaron porque se suponía que el Cessna llegaría a las 4:30 p. m. EDT, pero no llegó hasta las 6:15 p. m. El piloto chárter Lewis Key afirmó haber oído a los pasajeros discutiendo con el piloto, Morales, antes del despegue, y agregó que Morales les advirtió que había demasiado peso para un «vuelo seguro». Key agregó: «Trató de convencerlos de que el avión estaba sobrecargado, pero insistieron en que habían alquilado el avión y que tenían que estar en Miami el sábado por la noche». Key indicó que Morales cedió a los pasajeros y que tenía problemas para arrancar uno de los motores.
Según los hallazgos de una investigación realizada por la oficina del forense en las Bahamas, Aaliyah tenía «quemaduras graves y un golpe en la cabeza», además de un shock severo y un corazón débil. El forense teorizó que ella entró en tal estado de shock que incluso si hubiera sobrevivido al accidente, su recuperación habría sido casi imposible dada la gravedad de sus heridas. Los cuerpos fueron llevados a la morgue del Hospital Princess Margaret en Nasáu, donde se mantuvieron para que los familiares los ayudaran a identificarlos. Algunos de ellos sufrieron graves quemaduras.
Como determinó la investigación posterior, la aeronave estaba sobrecargada con 700 libras (320 kg) cuando intentó despegar y transportaba un pasajero más de lo que estaba certificado. La Junta Nacional de Seguridad en el Transporte informó: «Se vio al avión despegar de la pista y luego descender, impactando en un pantano en el lado sur del extremo de salida de la pista 27». El informe indicó que el piloto no estaba aprobado para volar el avión. Morales obtuvo falsamente su licencia de la FAA al mostrar cientos de horas que nunca voló, y también puede haber falsificado cuántas horas había volado para conseguir un trabajo con su empleador, Blackhawk International Airways. Además, las pruebas de toxicología realizadas a Morales revelaron rastros de cocaína y alcohol en su sistema.

### Funeral
La misa fúnebre privada de Aaliyah se llevó a cabo el 31 de agosto de 2001 en la iglesia de St. Ignatius Loyola en Manhattan, luego de una procesión desde la capilla funeraria Frank E. Campbell. Su cuerpo fue colocado en un ataúd de depósito de cobre plateado, que fue transportado en un coche fúnebre de vidrio tirado por caballos. Aproximadamente 800 dolientes asistieron a la procesión.
Entre los asistentes a la ceremonia privada estaban Missy Elliott, Timbaland, Gladys Knight, Lil' Kim y Sean Combs. Después del servicio, se soltaron 22 palomas blancas para simbolizar cada año de su vida.
El hermano de Aaliyah, Rashad, pronunció el panegírico y describió a su hermana como dándole fuerza: «Aaliyah, te fuiste, pero siempre te veré a mi lado y puedo verte sonriendo a través de la luz del sol. Cuando nuestra vida termine, nuestro libro es hecho. Espero que Dios me mantenga fuerte hasta que la vuelva a ver». Leyó los nombres de las otras víctimas del accidente y concluyó pidiendo a los dolientes que también oraran por ellos. Cuando Diane Haughton y los dolientes se fueron, cantaron la canción de Aaliyah «One in a Million».

## Legado e influencia

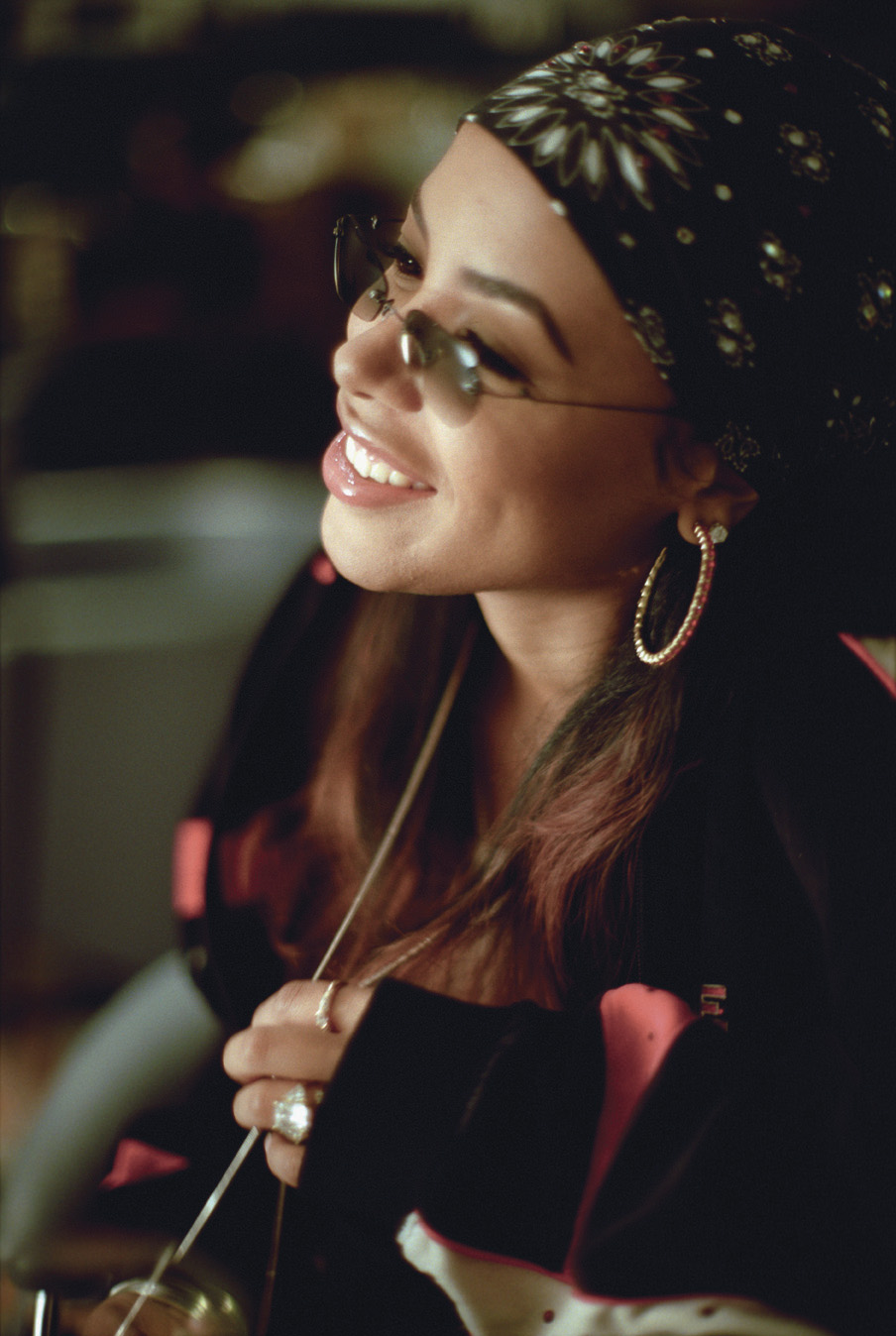
Fotografiada en 2000.

A Aaliyah se le atribuye haber ayudado a redefinir el R&B, el pop y el hip hop en la década de 1990, «dejando una huella indeleble en la industria de la música en general». Según Billboard, revolucionó el R&B con su mezcla sensual de pop, soul y hip hop. Peter Piatkowski de PopMatters, declaró: «Al igual que Control de Janet Jackson estableció una especie de plantilla para las divas dance-pop en la década de 1980, la marca patentada de pop negro de Aaliyah, que era una mezcla de hip-hop, electropop y soul, estableció un criterio con el que se juzgó a otros jóvenes cantantes de pop urbano». En una reseña de 2001 de su tercer álbum, Ernest Hardy de Rolling Stone afirmó que el impacto de Aaliyah en el R&B y el pop ha sido enorme. Steve Huey de AllMusic escribió que Aaliyah se encuentra entre los artistas de «élite» del género R&B, ya que «desempeñó un papel importante en la popularización del estilo de producción futurista y tartamudo que consumió el hip-hop y el soul urbano a fines de la década de 1990». El crítico Bruce Britt afirmó que al combinar «el encanto de la colegiala con la arena urbana, Aaliyah ayudó a definir el sonido orientado a los adolescentes que ha dado lugar a fenómenos pop contemporáneos como Brandy, Christina Aguilera y Destiny's Child».
Descrito como uno de los «artistas más importantes de R&B» durante la década de 1990, su segundo álbum de estudio, One in a Million, se convirtió en uno de los álbumes de R&B más influyentes de la década. El crítico musical Simon Reynolds citó «Are You That Somebody?» como «el sencillo pop más radical» de 1998. Kelefah Sanneh de The New York Times escribió que en lugar de ser el punto focal de la canción, Aaliyah «sabía cómo desaparecer en la música, cómo hacer coincidir su voz con la línea de bajo», y en consecuencia, «ayudó a cambiar la forma en que la música popular sonidos; las canciones nerviosas e impulsadas por el ritmo de Destiny's Child tienen una clara deuda con 'Are You That Somebody'». Sanneh afirmó que al momento de su muerte en 2001, Aaliyah «había grabado algunas de las canciones pop más innovadoras e influyentes de los últimos cinco años». La publicación de música Popdust llamó a Aaliyah una reina poco probable del underground por su influencia en la escena de la música alternativa clandestina. La publicación también mencionó que la música con visión de futuro que hizo Aaliyah con Timbaland y la música experimental que están haciendo muchos artistas alternativos clandestinos están «algo cortados de la misma tijera». Al compilar una lista de artistas que siguen el ejemplo de Aaliyah, MTV Hive declaró que es fácil detectar su influencia en los movimientos underground como el dubstep, las variedades de indie pop y los movimientos de R&B de baja fidelidad. Erika Ramírez, editora asociada de Billboard, dijo que en el momento de la carrera de Aaliyah «no había muchos artistas que usaran el tipo de voces suaves de la forma en que ella las usaba, y ahora ves a muchos artistas haciendo eso y encontrando el éxito». Ramírez argumentó que el segundo álbum de Aaliyah, One in a Million, estaba «muy adelantado a su tiempo, con los sonidos R&B de bajo y electro que produjeron», y que el sonido, «realmente se destacó» en su momento, estaba siendo replicado.
Ha habido una creencia continua de que Aaliyah habría logrado un mayor éxito profesional si no hubiera sido por su muerte. Emil Wilbekin mencionó la muerte de The Notorious B.I.G. y Tupac Shakur junto con el suyo y agregó: «Su tercer álbum recién lanzado y su papel programado en una secuela de The Matrix podría haberla convertido en otra Janet Jackson o Whitney Houston». El director de Queen of the Damned, Michael Rymer, dijo de Aaliyah: «Dios, esa chica podría haber ido tan lejos» y dijo que tenía «tan clara claridad sobre lo que quería. Nada se interpondría en su camino. Sin ego, sin nerviosismo, sin manipulación. No había nada que la detuviera». El 18 de julio de 2014, se anunció que Alexandra Shipp reemplazó a Zendaya para el papel de Aaliyah en la película biográfica de Lifetime TV Aaliyah: The Princess of R&B, que se estrenó el 15 de noviembre de 2014. Zendaya fue criticada porque la gente sentía que tenía la piel demasiado clara y no se parecía mucho a Aaliyah. Expresó su gran respeto por Aaliyah antes de abandonar el proyecto. Explicó su decisión de retirarse de la película en videos en Instagram. La familia de Aaliyah ha expresado su desaprobación de la película. Su primo Jomo Hankerson dijo que la familia preferiría un «lanzamiento de estudio importante en la línea» de What's Love Got to Do with It, la película biográfica basada en la vida de Tina Turner. La familia de Aaliyah ha consultado a un abogado para evitar que Lifetime use «cualquiera de la música, o cualquiera de las fotografías y videos» que poseen y Jomo Hankerson afirmó que la cadena de televisión «no se comunicó». El 9 de agosto de 2014, se anunció que Chattrisse Dolabaille e Izaak Smith habían sido elegidos como los colaboradores de Aaliyah, Missy Elliott y Timbaland. Dolabaille y Smith recibieron críticas por sus apariciones en comparación con las de Missy Elliot y Timbaland. A pesar de las críticas negativas, el estreno de la película atrajo a 3,2 millones de espectadores, convirtiéndose en la segunda película para televisión mejor calificada de 2014.
El 17 de agosto de 2021, Atria Books (un sello de Simon & Schuster) publicó Baby Girl: Better Known as Aaliyah de Kathy Iandoli, una biografía que se basa en entrevistas con amigos, mentores y familiares de Aaliyah, y documenta cómo su carrera influyó en una nueva generación de artistas. No ha sido autorizado por la familia Haughton. El 5 de agosto de 2022, Beyoncé lanzó «The Queens Remix» para su sencillo «Break My Soul», en el que nombra a Aaliyah, junto con otros íconos culturales. El 14 de junio de 2023, Aaliyah fue el tema del documental Superstar: Aaliyah, que se transmitió por ABC. El documental incluyó entrevistas con Damon Dash, Barry Hankerson, Sevyn Streeter, Will.i.am, Justine Skye y la autora Kathy Iandoli, y habló sobre la vida, la carrera y el legado de Aaliyah.

## Logros
Aaliyah ha vendido 8,1 millones de álbumes en los Estados Unidos y un estimado de 24 a 32 millones de álbumes en todo el mundo. A lo largo de los años, se ha ganado varios apodos honoríficos, como «Princesa del R&B», «Reina del pop urbano» y «Princesa del pop», ya que «demostró que era una musa en su derecho propio». Mientras que Ernest Hardy de Rolling Stone la apodó la «reina indiscutible del come-on midtempo». También se la conoce como un ícono del pop y el R&B por su impacto en esos géneros.
En los MTV Video Music Awards de 2001, Aaliyah fue homenajeada por Janet Jackson, Missy Elliott, Timbaland, Ginuwine y su hermano, Rashad, quienes le rindieron homenaje. También durante 2001, la Administración de Seguridad Social de los Estados Unidos clasificó el nombre Aaliyah como uno de los 100 nombres más populares para niñas recién nacidas. En 2003, Aaliyah fue clasificada como una de las «40 mejores mujeres de la era del video» en la serie The Greatest de VH1. Además, en 2003, en memoria de Aaliyah, la Entertainment Industry Foundation creó el Aaliyah Memorial Fund para donar el dinero recaudado a organizaciones benéficas que ella apoyaba. En 2008, ocupó el puesto 18 en la lista de los «25 mejores bailarines de todos los tiempos» de BET. En diciembre de 2009, la revista Billboard clasificó a Aaliyah en el puesto 70 de sus mejores artistas de la década, mientras que su álbum Aaliyah ocupó el puesto 181 en los 200 mejores álbumes de la década de la revista. En 2010, Billboard la incluyó como la décima artista femenina de R&B más exitosa de los últimos 25 años y la 27.ª artista de R&B más exitosa en general. En 2011, Essence la ubicó en el puesto 14 de su lista de las 50 estrellas de R&B más influyentes. En 2012, VH1 la clasificó en el puesto 48 de sus «Mujeres más grandes de la música». En 2014, NME la ubicó en el puesto 18 de la lista de los 100 artistas más influyentes de NME. En agosto de 2018, Billboard clasificó a Aaliyah en el puesto 47 de su lista de las 60 mejores artistas femeninas de todos los tiempos. En 2020, la publicación la incluyó en su lista de los 100 mejores artistas de videos musicales de todos los tiempos. Rolling Stone la ubicó en el puesto 40 de su lista de las 200 mejores cantantes de todos los tiempos. El 24 de septiembre de 2023, fue incluida en el Salón de la Fama Nacional del Rhythm & Blues.

## Discografía

### Álbumes de estudio
- Age Ain't Nothing But A Number (1994)
- One In A Million (1996)
- Aaliyah (2001)

### Álbumes recopilatorios
- I Care 4 U (2002)
- Ultimate Aaliyah (2005)

## Filmografía
| Título              | Año  | Medio            | Papel                         | Notas                                |
| ------------------- | ---- | ---------------- | ----------------------------- | ------------------------------------ |
| Star Search         | 1989 | Show televisivo  | Ella misma                    | 1 episodio                           |
| New York Undercover | 1997 | Serie televisiva | Ella misma (invitada musical) | Temporada 3, episodio 65: «Fade Out» |
| Romeo Must Die      | 2000 | Largometraje     | Trish O'Day                   |                                      |
| Queen of the Damned | 2002 | Largometraje     | Reina Akasha                  | Lanzamiento póstumo                  |